# Таптугары
Таптугары — посёлок железнодорожной станции в Могочинском районе Забайкальского края России. Входит в состав сельского поселения «Семиозёрнинское».

## География
Посёлок находится в центральной части района, на правом берегу реки Амазар, на расстоянии примерно 16 километров (по прямой) к востоку-юго-востоку (ESE) от города Могоча. Абсолютная высота — 577 метров над уровнем моря.
Климат
Климат характеризуется как резко континентальный, с морозной продолжительной зимой и коротким относительно тёплым летом. Средняя температура самого тёплого месяца (июля) составляет 14 — 18 °С (абсолютный максимум — 37 °С). Средняя температура самого холодного месяца (января) — −28 — −32 °С (абсолютный минимум — −53 °С). Годовое количество осадков — 400—600 мм.

## История
Основан в 1909 году как перевалочный пункт для грузов, предназначенных для строительства Амурской железной дороги, а также для нужд золотых приисков Урюма, Амазара, Могочи и Хорогочи. В конце 1950-х годов был начал свою работу леспромхоз треста «Облмежколхозстрой».

## Население
| 1989 | 2002 | 2010 | 2021 |
| ---- | ---- | ---- | ---- |
| 810  | ↘626 | ↘534 | ↘447 |

Половой состав
По данным Всероссийской переписи населения 2010 года в гендерной структуре населения мужчины составляли 49,3 %, женщины — соответственно 50,7 %.
Национальный состав
Согласно результатам переписи 2002 года, в национальной структуре населения русские составляли 96 % из 626 чел.

## Инфраструктура
В селе функционируют детский сад и фельдшерско-акушерский пункт.

## Улицы
Уличная сеть посёлка состоит из одиннадцати улиц.